# Ashburton (Devon)
Ashburton ist eine kleine Marktgemeinde und liegt am Rand des Dartmoor-Nationalparks in der Grafschaft Devon. Die Schnellstraße A38 führt direkt an dem Ort vorbei.
Das im Distrikt Teignbridge gelegene Ashburton war früher ein wichtiges Zentrum für die Verwaltung der Zinn-Bergwerke und ist der größte Ort im Nationalpark mit einer Bevölkerung von über 3500 Einwohnern.
Die 1987 gegründete Demokratische Schule Sands School liegt im Ort.

## Geschichte

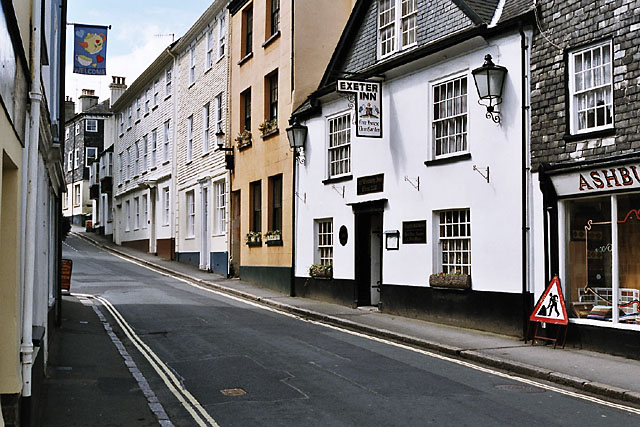
West Street in Ashburton

Während des Englischen Bürgerkrieges war Ashburton kurzzeitig ein Zufluchtsort für königliche Truppen, die nach ihrer Niederlage durch den General Thomas Fairfax in der Nähe von Bovey Tracey geflüchtet waren. Außerdem war es der erste Ort, wo ein Kandidat der Official Monster Raving Loony Party in ein öffentliches Amt gewählt wurde. Der Kandidat war Alan Hope, ein hiesiger Wirt, der 1989 in den Stadtrat von Ashburton gewählt wurde. Anschließend wurde er stellvertretender Bürgermeister und noch etwas später Bürgermeister des Ortes.

## Verkehr
- siehe Bahnhof Ashburton

## Persönlichkeiten
- Robert Palk, 1. Baronet (1717–1798), Kleriker, Kolonialgouverneur von Madras und Politiker
- William Gifford (1756–1826), Dichter und Übersetzer
- Richard Carlile (1790–1843), Verleger